# Villa Klinten
Villa Klinten (även Klövern) är en villa i Bergshamra i Solna kommun. Den uppfördes cirka 1910. 
Runt sekelskiftet växte det upp ett litet villaområde om sex tomter intill Ålkistans station i nuvarande kvarteret Laveringen. Kroken Gamla vägen-Ripstigen utgör den ursprungliga sträckningen av Roslagsvägen. På vägens södra sida byggdes villan Klinten, liksom Ekensberg några hundra meter åt nordväst, som är från samma tid. Villan var under lång tid bostad åt en av lärarna på Ulriksdals skola i Ritorp. Interiören renoverades 1984. Byggnaden är en 1 ½-vånings träbyggnad klädd med liggande panel. Taket har pyramidform. 
Byggnaden är q-märkt på 1986 års detaljplan.